# Geoffrey H. Parke-Taylor
Geoffrey Howard Parke-Taylor (1920 - 11 de mayo de 2009) fue un profesor canadiense de Antiguo Testamento y Hebreo en el Wycliffe College, el Anglican Theological College y el Huron University College. También fue decano de teología en el Huron University College.

## Premios
- En 2001 Parke-Taylor gana el premio Scott con su libro The Formation of the Book of Jeremiah: Doublets and Recurring Phrases,[6][7] en el que identifica los casos en los que el mismo profeta escribió el libro.[8][9]
- Doctor honoris causa en el Trinity College y en la Universidad de Huron.[10]